# Joseph Désiré Foucher
 (juillet 2019).
Si vous disposez d'ouvrages ou d'articles de référence ou si vous connaissez des sites web de qualité traitant du thème abordé ici, merci de compléter l'article en donnant les références utiles à sa vérifiabilité et en les liant à la section « Notes et références ».
Joseph Désiré Foucher, né à Quelaines (Mayenne) le 17 avril 1786 et mort à Paris le 27 février 1860, est un général français.

## Biographie
Il entre dans les vélites, grenadiers à pied de la Garde impériale le 4 juillet 1804 ; devint caporal des fusiliers grenadiers de la Garde le 15 juillet 1807 ; sergent le 1er mai 1808 ; sergent-major au 1er régiment de tirailleurs de la Garde le 11 juin 1809 ; lieutenant au 2e de tirailleurs de la Garde le 22 juin 1809, lieutenant en premier, sous-adjudant-major aux grenadiers à pied de la Garde impériale le 28 février 1813 ; capitaine adjudant-major ayant rang de chef de bataillon le 22 janvier 1814 ; chef de bataillon de la Légion de l'Orne le 5 août 1817 ; lieutenant-colonel du 11e léger le 20 novembre 1823 ; colonel du 45e de ligne le 27 décembre 1829 ; maréchal de camp le 31 décembre 1835, lieutenant-général le 22 avril 1846.
Il passe au commandement de la 2e division le 10 juillet 1848. Il est membre de la commission de défense nationale depuis le 17 mai 1848.
II reçoit la Légion d'honneur le 5 juin 1809 ; devient officier de cet ordre le 22 février 1814, commandeur le 18 avril 1834.
Il est chevalier de l'ordre de Saint-Louis et de l'ordre de Saint-Ferdinand d'Espagne (2e classe).
Il fait les campagnes de :
- 1804 au camp de Boulogne ;
- campagne d'Allemagne et d'Autriche, en l'an XIV en Autriche (campagne double) ;
- la campagne de Prusse et de Pologne, en 1806 et 1807 ;
- la campagne d'Espagne en 1808 : il y retourne de 1809 à 1811 (il est blessé le 18 octobre 1810 à Viana) ;
- la campagne d'Allemagne et d'Autriche en 1809 ;
- la campagne de Russie en 1812 ;
- la campagne d'Allemagne en 1813 ;
- la campagne de France en 1814, où il est blessé à la bataille d'Arcis-sur-Aube.

Lors des Cent-Jours, il se rallie à Napoléon Ier et fait la campagne de 1815 en Belgique.
Après sa réintégration dans l'armée, il participe à l'expédition d'Espagne en 1823. Enfin de 1830 à 1832, il combat dans les colonies.